# Jan Kleczyński (Komponist)

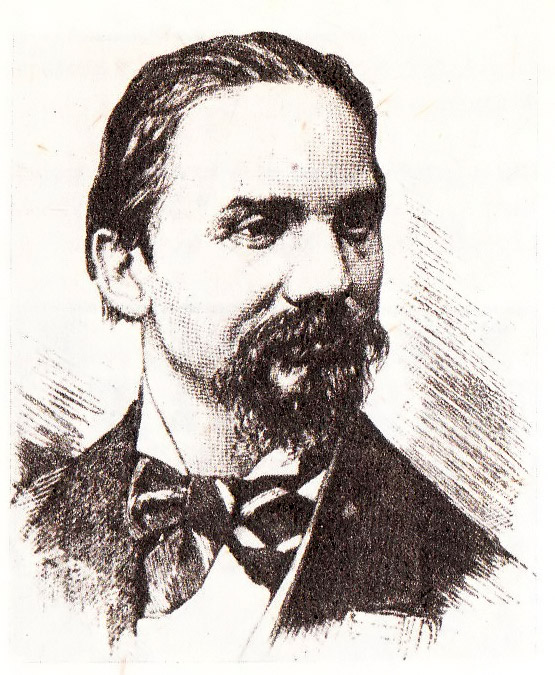
Jan Kleczyński

Jan Kleczyński (* 8. Juni 1837 in Janiewicze, Gouvernement Wolhynien; † 15. September 1895 in Warschau) war ein polnischer Pianist, Komponist, Musikkritiker und Musikpädagoge.
Kleczyński studierte von 1859 bis 1866 am Pariser Konservatorium Klavier bei Antoine François Marmontel sowie Musiktheorie und Komposition bei François Bazin und Michele Carafa. Mehr als dreißig Jahre lang trat er in Polen als Konzertpianist und Kammermusiker auf. 1862 und 1864 gab er erfolgreiche Konzerte in Paris. Sein Repertoire umfasste u. a. Werke von Johann Sebastian Bach, Ludwig van Beethoven, Fryderyk Chopin, Johann Nepomuk Hummel, Franz Liszt, Felix Mendelssohn Bartholdy, Camille Saint-Saëns, Robert Schumann, Carl Maria von Weber sowie eigene Kompositionen.
Ab 1867 schrieb er Beiträge für Zeitschriften wie Bluszcz, Tygodnik Ilustrowany, Tygodnik Powszechny, Kurier Warszawski, Kurier Codzienny und Echo Muzyczne. Er gehörte zu den Gründern der Warschauer Musikgesellschaft, der er von 1875 bis 1877 als Sekretär und 1877–78 als musikalischer Leiter diente. Bei den von ihm organisierten musikalischen Abenden brachte er auch eigene Werke zur Aufführung. In der Resursa Obywatelska in Warschau hielt er 1879 und erneut 1883 Vorträge über die Interpretation der Werke Chopins, die später in Buchform erschienen. Bei Gebethner i Wolff gab er 1882 eine zehnbändige quellenkritische Ausgabe aller Werke Chopins heraus.
Von 1880 bis 1894 war Kleczyński Inhaber und Chefredakteur des Echo Muzyczne, dessen inhaltliche Ausweitung unter seiner Leitung sich in den wechselnden Namen Echo Muzyczny i Teatralne und Echo Muzyczne, Teatralne i Artystyczne widerspiegelte. Dort veröffentlichte er über eintausend Artikel sowie größere Beiträge zu den Werken Giovanni Palestrinas, Franz Liszts, Johannes Brahms’, Richard Wagners und Władysław Żeleńskis. Er war auch an Folklore interessiert und sammelte als einer der Ersten Lieder der Goralen, die er in seiner Zeitschrift veröffentlichte.
Seit 1881 gab Kleczyński privaten Klavierunterricht. Von 1887 bis 1889 leitete er die Klavierklasse am Warschauer Musikinstitut. Er ist Verfasser mehrerer musikdidaktischer Werke. Als Komponist hinterließ er Klavierwerke, Kammermusik sowie Lieder.